# بيدرو لوبيث دي أيالا
بيرو أو بيدرو لوبيز دي أيالا (فيتوريا، 1332 - كالاهورا، 1407) كان شاعرًا ومؤرخًا ورجل دولة في مملكة قشتالة. كان نجل فرنان بيريز دي أيالا لورد أيالا العاشر وإلفيرا ألفاريز دي سيبالوس، أصبح اللورد أيالا الحادي عشر وسيد سلفاتيرا، كبير النادلين بيدرو الأول ملك قشتالة، وملازم أول لراية فرسان الفرقة، وعمدة غويبوسكو، وعمدة توليدو، وعمدة فيتوريا، وقاضي الديون الملكية في عهد خوان الأول ملك قشتالة.

## سيرة شخصية
ولد في فيتوريا لعائلة نبيلة باعتباره ابن فرنان بيريز دي أيالا وإلفيرا ألفاريز دي سيبالوس.كان والده ابن شقيق الكاردينال بيدرو غوميز باروسو، مؤلف كتاب المجالس والمستشارين، وتلقى منه تعليمات كتابية حتى اضطر إلى تولي إدارة منزله بعد وفاة أخيه الأكبر، الوريث الأصلي، سافر فرنان أيضًا إلى البلاط البابوي في أفينيون مع عمه الكاردينال وكان معروفًا ببلاغته ومهاراته كمفاوض في عهدي ألفونسو الحادي عشر وبيدرو الأول، لذلك لا بد أن ابنه تلقى تعليمه الأخلاقي منه، الطابع الديني والسياسي الذي يميز عمله، وكذلك استخدامه للمزامير والكتاب المقدس.ومع ذلك مثل صديقه الشاعر المتحول إلى المسيحية بيرو فيروس، قضى لوبيز دي أيالا شبابه في قراءة كتب علمانية أكثر، وخاصة كتب الفروسية، والتي أبدى بعض الندم عليه مع نضجه لأنه لم يخصص المزيد من الوقت لدراسة التخصصات الأخرى، ولا بد أن هذه القراءات قد تمت عندما كان خادمًا للملك بيدرو الأول، كما هو موثق بحضوره خطبة الملك وزفافه في مايو ويونيو 1353 مع بلانكا، ابنة شقيقة ملك فرنسا وابنة دوق يوؤبون الثاني، وصفه ابن أخيه المؤرخ فرنان بيريز دي غوزمان في كتابه "الأجيال والملفات الشخصية": "كان هذا الدون- بيدرو لوبيز دي أيالا، طويل القامة، نحيفًا، وشخصًا طيبًا، ورجلًا يتمتع بقدر كبير من التقدير والشجاعة، وله نصائح عظيمة في السلم والحرب على حد سواء، منح هوبو مكانًا للملوك الذين كان في عصرهم، عندما كان شابًا، كان محبوبًا جدًا من قبل الملك الدون بيدرو؛ وبعد ذلك أصبح مستشار الملك إنريكي الثاني ومقرب منه، لقد تم ذكره في عهد الملكي الدون خوان والدون إنريكي، كثيراً باعتباره خطيباً... لقد كان يتمتع بحالة طيبة للغاية ومحادثة جيدة، وذو ضمير كبير ويخشى الله كثيرًا. كان يحب العلوم كثيرًا، وكان يكرس نفسه كثيرًا للكتب والقصص، لدرجة أنه كان رجلًا نبيلًا ويتمتع بتقدير كبير في محادثة العالم، لكنه بطبيعة الحال كان يميل جدًا إلى العلوم. علوم؛ وبهذا، كان يقضي جزءًا كبيرًا من وقته في القراءة والدراسة، ليس في أعمال القانون، بل في الفلسفة والقصص... لقد أحب النساء كثيرًا، أكثر من رجل حكيم كما كان مناسبًا له."
بعد وفاة أخيه الأكبر مبكرًا، قررت الأسرة إلغاء الخطط الكنسية التي تم ترتيبها له وعاد من بلاط عمه ليبدأ في تمثيل مصالح الأسرة مثل والده في البلاط الملكي، وهكذا عندما لم يكن لديه سوى القليل من الوقت وخلال سن العشرين، دخل في خدمة بيدرو ملك قشتالة، الذي كان يسميه الشعب "القاضي" ويسميه النبلاء "القاسي"، انضم إلى ثورة النبلاء عام 1354 ضد الملك، بسبب مكانة غير المنتظم لزوجته الملكة بلانكا دي بوربون. أدى فشل الثورة إلى عودته إلى خدمة الملك وشارك لاحقًا في الحرب ضد بيدرو الرابع ملك أراغون، حيث خدم كقائد للأسطول القشتالي؛ في ذلك الوقت وضعته إحدى الوثائق في القلعة الخلفية لسفينة أوكسيل التي حملت ملك قشتالة بيدرو، مغادرًا إيبيزا، في عام 1359 وشغل فيما بعد منصب رئيس شرطة توليدو.

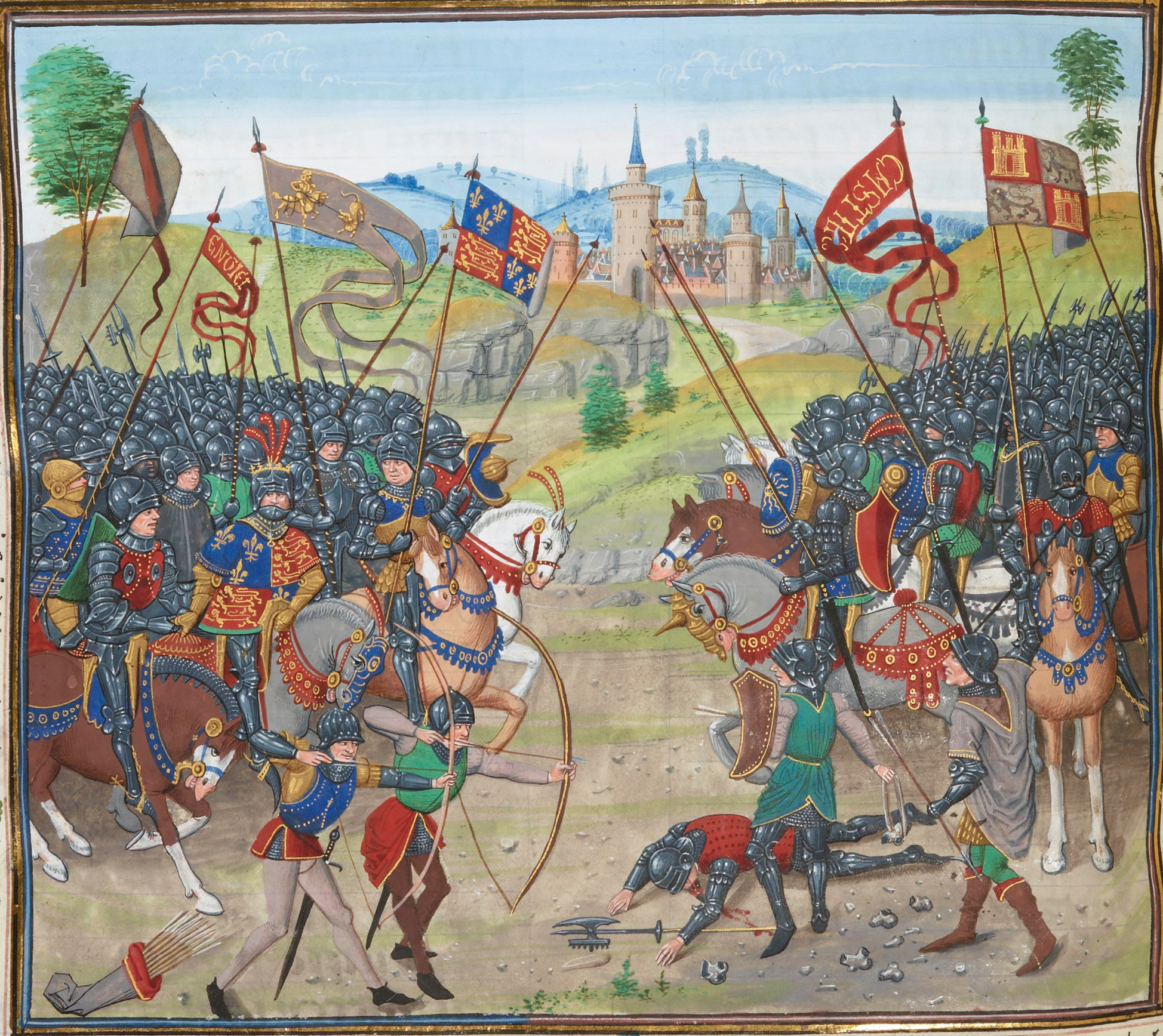
معركة ناجرة (مخطوطة سجلات جان فروسارت، القرن الخامس عشر، مكتبة فرنسا الوطنية).

## الانضمام إلى تراستامارا
عندما بدأ تمرد إنريكي دي تراستامارا ضد أخيه غير الشقيق الملك بيدرو في عام 1366، فر على عجل إلى الجنوب، تاركًا برغش، لكن لوبيز دي أيالا كان لا يزال أحد النبلاء القلائل الذين رافقوه.
في وقت لاحق تم الاعتراف بهذا اللقيط كملك لمعظم قشتالة من قبل الغالبية العظمى من النبلاء، وانضم هو ووالده إلى جانب المدعي على العرش، المستقبل إنريكي الثاني ملك قشتالة:"للملك قتل الكل، ولا يستدعون حارسًا،/ca سيكون اسمًا مزيفًا:والأنسب هو الجزار "(ريمادو دي بالاسيو، 347).
قام بيدرو الأول المنتقم بإعدام العديد من النبلاء الذين قاموا بتجميع نصب تذكاري طويل من المظالم، في رأي الكثيرين بسبب الاستياء وليس العدالة.لقد شعر الكاتب بالرعب من إعدامه لابني الصادق والمستقيم فيران سانشيز دي بلد الوليد، وهو ما سجله في كتابه ريمادو وفي تاريخ الملك دون بيدرو.
لذلك، قرر هو ووالده "أن يتركوا دون بيدرو، عندما رأوا أن شؤون دون بيدرو لا تسير على ما يرام".
حصلت عائلة أيالا على مزايا ومزايا مقابل هذا الانشقاق.عطوه لقب عمدة ألفيريز ديل بيندون دي لا باندا (ملازم ثاني) من وسام باندا، الذي حصل عليه عندما قاتل إلى جانب إنريكي في معركة ناجيرا عام 1367.كان هذا الإجراء بمثابة انتكاسة للقوات المتمردة وتم القبض على الشاعر من قبل الأمير الأسود، والذي كان محظوظًا في النهاية، لأن الملك بيدرو كان سيعدمه ببساطة.أُجبر الأمير الأسود على دفع فدية كبيرة لعائلته وأطلق سراحه بعد ستة أشهر، ووصل إلى برغش في الوقت المناسب لرؤية هنري يدخل المدينة منتصرًا.تم منح المستشار المستقبلي لأول مرة بلدة أرسينيغا في عام 1371، ثم تم تأكيد حيازة وديان لوديو وأوروزكو لاحقًا. في عام 1374، تم تعيينه عمدة وميرينو لفيتوريا وبعد عام شغل منصب عمدة توليدو. في عام 1376، كان لدى الملك ثقة كبيرة به لدرجة أنه تم إرساله كسفير إلى أراغون، وأنجز مهمته بشكل مرضٍ، لم يكن الدفع مقابل ولائه في المنح أمرًا بسيطًا: بالإضافة إلى سيادة أرسينيغا وتوري دي فالي دي أوروزكو وفالي دي لوديو، وهي أماكن غنية وخصبة ورائعة، تم تعيينه عضوًا في المجلس الملكي.في عام 1378، سافر إلى فرنسا للتفاوض بشأن تحالف ضد إنجلترا والبرتغال.هناك أيضًا سعى للحصول على كتب جيدة: كان لديه نصوص لاتينية مترجمة من الفرنسية، مثل عقود المؤرخ تيتو ليفيو من خلال نسخة بيير بيرسويرأو دي كاسيبوس فيروسروم إلستريوم بواسطة جيوفاني بوكاتشيو، عبر لوران من بريميرفيت.في البلاط الفرنسي، ازدهر الملوك والنبلاء محبو الكتب في خضم حرب المائة عام.

## عمل أدبي

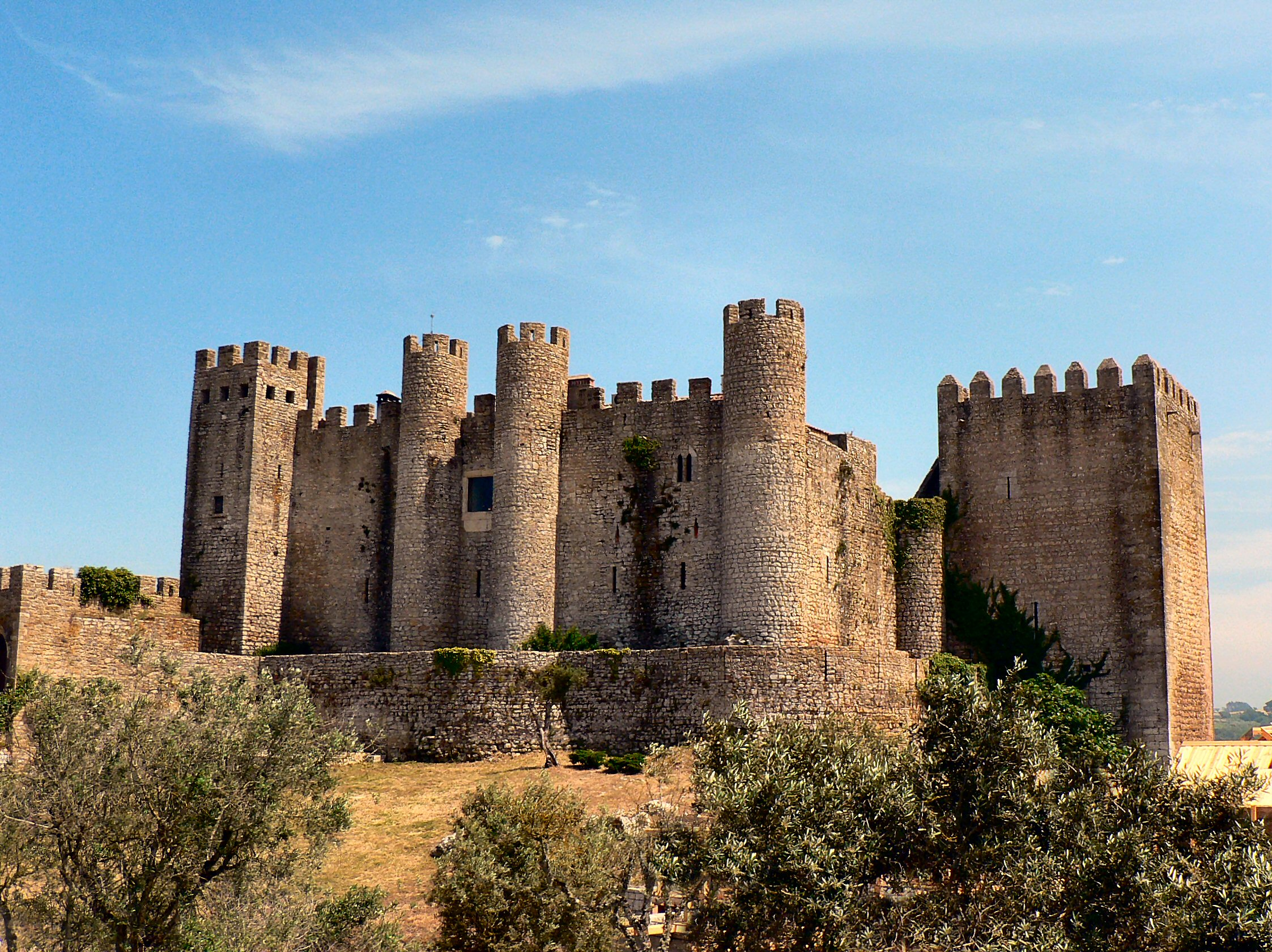
قلعة أوبيدوس – بوسادا دو كاستيلو الحالية

كانت تعليمات المستشار أيالا مكثفة جدًا بما كان معتادًا في ذلك الوقت؛ كان مولعا بالقراءة، كما أعلن هو وابن أخيه:عندما يكون لدي بعض الوقت أفتقد مساحة أكبر / أبحث عن سبب قراءتي لبعض الكتب المشهورة";كن ما وجده في الكتب وجده مؤيدًا بنفس القدر في تجربته:"قرأت العديد من هذه الأمثلة في الكتب، / وفي الواقع رأيت الكثير منها بعيني "(ريمادو دي بالاسيو، 699)
بصرف النظر عن الكتاب المقدس، كان يعرف أعمال تيتوس ليفيوس، وفاليريو ماكسيمو، والقديس أوغسطين، وبوثيوس، والقديس غريغوريو، والقديس إيزيدور، وجيليس رومانو، وفيجتيوس، وبوكاتشيو وبعض إصدارات إستوريا دي إسبانيا لألفونسو العاشر الحكيم، كان يعرف أيضًا المجموعات القانونية في عصره، مثل مجموعة خوان أندريس، ومجموعة جيوفاني داندريا، ومرسوم جراثيان. ومع ذلك، فإن إلهامه، أكثر من واسع المعرفة، جاء من سخط أخلاقي قوي:"عندما أشعر بالغضب والضعف، أنا آخذ مساحة منحة لتمرير وقتي
في نظم القوافي ولو إلى مائة،
يسحبونني بالغضب والندم."
من أعماله:
ريمادو دي بالاسيو(قافية القصر)
ليبرو دي لا كاثا دي لاس آبيس(كتاب صيد الطيور)
استوريا دي لوس رييس دي كاستيا(تاريخ ملوك قشتالة)
Cañas Gálvez, Francisco de Paula (2011). «La Casa de Juan I de Castilla: aspectos domésticos y ámbitos privados de la realeza castellana a finales del siglo XIV (ca. 1370-1390)». En la España medieval (Madrid: Universidad Complutense: Servicio de Publicaciones y Departamento de Historia Medieval) (34): 133-180. ISSN 0214-3038. Consultado el 2 de noviembre de 2014.
Floranes, Rafael de. Vida literaria del canciller mayor de Castilla D. Pedro López de Ayala, recopilada en la Colección de documentos inéditos para la historia de España, vol. XIX y vol. XX.
Morollón Fernández, Pilar (2006). «Caballeros toledanos al servicio de los reyes en el siglo XIV». Anales toledanos (Toledo: Diputación Provincial de Toledo) (42): 7-44. ISSN 0538-1983. Consultado el 5 de mayo de 2019.
Orella Unzué, José Luis (1984). «Los orígenes de la Hermandad de Guipúzcoa (las relaciones Guipúzcoa-Navarra en los siglos XIII-XIV)». Cuadernos de Sección. Historia-Geografía (San Sebastián: Sociedad de Estudios Vascos): 25-100. ISSN 0212-6397. Archivado desde el original el 27 de diciembre de 2013. Consultado el 12 de septiembre de 2013.
Salazar y Acha, Jaime de (2000). La casa del Rey de Castilla y León en la Edad Media (1ª edición). Madrid: Centro de Estudios Políticos y Constitucionales. ISBN 84-259-1128-1.
Salazar y Acha, Jaime de (2000). La casa del Rey de Castilla y León en la Edad Media (1ª edición). Madrid: Centro de Estudios Políticos y Constitucionales. ISBN 84-259-1128-1
Salazar y Castro, Luis de (1694). Mateo de Llanos y Guzmán, ed. Pruebas de la Historia de la Casa de Lara. Madrid. OCLC 493250082
—— (1696). Mateo de Llanos y Guzmán, ed. Historia genealógica de la Casa de Lara. Tomo I. Madrid. OCLC 493214848.
Vidania, Diego Vincencio (1696). Al rey nuestro señor D. Francisco de Benavides, Dávila, Corella, y de la Cueva, IV del nombre... (1ª edición). Nápoles: Por Dominico Antonio Parrino y Miguel Luis Mucio. OCLC 319749634.
أعمال بيدرو لوبيز دي أيالا:
Obras de Pero López de Ayala en Internet Archive.
Obras de Pero López de Ayala en Biblioteca Digital Hispánica.
Coronica del serenissimo Rey Don Pedro, hijo del Rey Don Alonso de Castilla, edición facsimilar de 1591.
1. 1 2 3  مذكور في: استنادات المكتبة الوطنية الفرنسية. مُعرِّف المكتبة الوطنية الفرنسية (BnF): 11886814p. الوصول: 10 أكتوبر 2015. المُؤَلِّف: المكتبة الوطنية الفرنسية. لغة العمل أو لغة الاسم: الفرنسية.
2. 1 2  مذكور في: المكتبة المفتوحة. مُعرِّف المكتبة المفتوحة (OLID): OL480277A. باسم: Pedro López de Ayala. الوصول: 9 أكتوبر 2017. المُؤَلِّف: آرون سوارتز. لغة العمل أو لغة الاسم: الإنجليزية.
3. 1 2  مذكور في: المكتبة الافتراضية ميغيل دي ثيربانتس. معرف شخص في المكتبة الافتراضية ميغيل دي ثيربانتس: 521. باسم: Pedro López de Ayala. الوصول: 9 أكتوبر 2017. لغة العمل أو لغة الاسم: الإسبانية.
4. 1 2 3 4 5  مذكور في: جينالوجيكش. المُؤَلِّف: Leo van de Pas. لغة العمل أو لغة الاسم: الإنجليزية. تاريخ النشر: 2003.
5. ↑  مذكور في: مكتبة أفضل آداب العالم. تاريخ النشر: 1897.